# Frans Dictus
Frans Dictus (* 5. Mai 1907 in Kalmthout; † 21. Januar 1994 ebenda) war ein belgischer Radrennfahrer.
Dictus war Profi in den Jahren 1931 bis 1938. Insgesamt konnte er 25 Siege verzeichnen, wobei viele davon bei sogenannten Kirmesrennen anfielen. Zu seinen größeren Erfolgen zählten aber die Siege bei den Rennen Acht van Chaam (1932 und 1934) und Nationale Sluitingsprijs 1936, nachdem er in den beiden Jahren davor bei diesem Rennen jeweils schon den zweiten Platz belegt hatte. 